# 55-я пехотная дивизия (Япония)
55-я пехотная дивизия (яп. 第55師団, Dai-go-jū-go shidan) — соединение Императорской армии Японии во время Второй мировой войны, участвовавшее в боевых действиях в Юго-Восточной Азии.

## История
Дивизия была создана 10 июля 1940 года, формировалась на основе управления 11-й дивизии из уроженцев четырёх префектур острова Сикоку и первоначально входила в состав Центральной армии.
В 1941 году дивизия передана в состав 15-й армии и принимала участие в завоевании Бирмы.
143-й полк, входивший в состав дивизии, но действовавший отдельно от основных сил, захватил города Тавой и Мьей, в то время как основные силы дивизии 31 января 1942 года оккупировали город Моламьяйн.
В марте 1942 года дивизия в течение 14 дней вела бои у города Таунгу против понёсшей существенные потери китайской 200-й пехотной дивизии. Боевые действия закончились с прорывом из окружения и отступлением китайских войск.
18 апреля 1942 года 55-я дивизия окружила китайскую 55-ю пехотную дивизию и затем полностью разгромила её.
Во время Бирманской операции 144-й пехотный полк был выделен из состава дивизии и направлен в Новую Гвинею. Остальная часть 55-й дивизии была использована для противодействия плохо спланированному  британскому наступлению на Ситуэ с 18 марта 1943 года.
К 3 апреля 1943 года дивизия начала наступление за реку Майю, в конечном итоге окружив и разгромив ряд британских частей.
В середине ноября 1943 года 55-я дивизия все ещё находилась в районе Аракана.
В феврале 1944 года дивизия участвовала в наступлении в сражении в Синзвейя (Sinzweya ), которое оказалось для неё неудачным.
19 февраля 1944 года командир 112-го пехотного полка перестал выходить на связь со штабом дивизии и отвёл своих подчинённых с передовой. К тому времени личный состав полка сократился с 3000 до 400 человек.
После битвы при Импхале, в ходе которой японские войска потерпели сокрушительное поражение, дивизия была передана в состав 28-й армии, а после отступления до реки Иравади — передана в 38-ю армию.
На момент капитуляции Японии (15 августа 1945 года) 55-я дивизия находилась в столице Камбоджи, в городе Пномпень.

## Состав дивизии на 1944 год
- 55-я пехотная бригадная группа
  - 112-й пехотный полк
  - 143-й пехотный полк
  - 144-й пехотный полк
- 55-й кавалерийский полк
- 55-й горный артиллерийский полк — в составе трёх дивизионов по 12 75-мм горных орудий в каждом.
- 55-й инженерный полк
- 55-й транспортный полк
- 55-я рота связи
- 55-я артиллерийская батарея
- 55-я санитарная рота — в составе трёх полевых госпиталей
- 55-й ветеринарный лазарет
- 55-й санитарно-эпидемиологический отряд

## Командиры дивизии
- 1940–1941 — генерал-лейтенант Торазо Исимото
- 1941–1942 — генерал-лейтенант Хироси Такеучи
- 1942–1943 — генерал-лейтенант Такеси Кога
- 1943–1945 — генерал-лейтенант Тадаси Ханайа
- 1945 — генерал-лейтенант Риозо Сакума